# Держава Ширваншахів
Держава Ширваншахів, або Ширванська держава (азерб. Şirvanşahlar dövləti, азерб. Şirvan, перс. شیروان) — середньовічна феодальна держава у Східному Закавказзі, на території сучасного Азербайджану. Утворилася у 2-й пол. IX століття після занепаду Арабського халіфату часів династії Аббасидів. Вела тривалі війни за панування на Кавказі. У середині XVI століття підкорено Сефевідською Персією.

## Історія

### Заснування
У VII ст. ці землі, що входили до складу Кавказької Албанії, були підкорені Арабським халіфатом у 640-х років. Проте до кінця сторіччя за ці землі точилася боротьба між арабами та хозарами. Тут швидко розповсюджується іслам, який відносно легко був сприйнятим місцевим населенням. Землі майбутньої держави входили до складу третього емірату халіфату.
Засновником держави, який оголосив себе незалежним, був арабський намісник (валі) Шарвана (Ширвана) Хайсам ібн Халід, який скористався заворушеннями в халіфаті після вбивства халіфа Мутаваккіла. Його дід Язід ібн Маз'яд аш-Шейбані з арабського племені Рабі'а був намісником халіфа у Вірменії та Алупанії. Згодом опанував тут статками в Аррані. Батько засновника самостійної держави — Халід ібн Язід — успадкував намісництво Вірменії та Алупанії. Його брат Мухаммед ібн Язід почав вдалу війну проти «санарійців», у 859 році став засновником міста Гянджі. Хайсам ібн Халід правив нетривалий час, ймовірно загинув під час боротьби з державою Сарір.
Син першого незалежного володаря Ширвана — Мухаммед ібн Хайсам — першим прийняв титул ширваншаха. При сина останнього Хайсамі II Ширван значно посилюється. У 912 році його син Хайсам II уклав союз з Мухаммедом I, дербентським еміром, задля війни проти Хозарського каганату. Проте у 913 році їх війська зазнали нищівної поразки від хозарської армії, потрапивши у полон. З 914 року починають напади племені русів на каспійське узбережжя держави. Це суттєво послаблює Ширван. Цим скористалися родич ширванша Алі ібн Хайсама — володар невеличкої Держави Лайзаншахів — Мухаммад, який у 917 році повалив Алі I, приєднавши Ширван до своїх земель. Зміцнив владу син останнього Абу Тахір Язід. Ця подія значно посилила Державу Ширваншахів.

### Боротьба із сусідами
У 918 Абу Тахір заснував у Ширвані місто Язідія (Шамахи), яке незабаром стає столицею об'єднаної Держави Ширваншахів. Був змушений протидіяти спробам Аббасидів знову підкорити ці землі. Зрештою у 928 році був визнаний халіфом незалежним володарем. З цього моменту політика ширваншахів була спрямована на те, щоб округлити свою територію, включивши в неї прибережний пояс родючих земель, підкоривши землі на північ, а також Дербент.
За правління ширваншаха Ахмада ібн Мухаммада починаються війни з державою Саларидів та Дербентським еміратом. Ширван опинився у складному становищі. У 944 році зазнає нападу русів на каспійське узбережжя, було захоплено Баку. Того ж року визнає над собою зверхність Марзбана ібн-Мухаммеда Саларида. У 957 Ширван відновив незалежність, проте вже у 968 зазнав нової поразки від Саларидів, погодившись сплачувати данину. У 965—968 роках надано було притулок хазарським торговцям та ремісникам, що втекли з Хазарії після її розгрому київським князем Святославом.
У 981 за наступного ширваншаха Мухаммада IV держава скинула залежність. Його війська переходять у наступ — на нетривалий час вдається захопити Дербент, але влада у містах Кабала, Шабран, Бердаа була більш сталою. В цей час майже вся територія Північного Азербайджану опинилося під його політичним впливом. Ширван впритул підступив до правобережжя річки Самур. Посилюється вплив ширваншаха у Табасарані та лезгинських аулах південніше Самура.
Проте вже Язід II, що володарював у 991—1027 роках, вимушений був протидіяти Шекінській державі та Фазлу I з династії Шеддадидів, а також придушувати численні повстання в середині своєї держави. В результаті було втрачено важливе місто Бердаа, а також посилилися місцеві володарі, родичі ширваншаха. Разом з тим у 999—1025 роках не припинялися спроби захопити Дербент. У 1027 році відбулася зміни династії Маз'ядидів на Кесранидів. Проте внутрішній розгардіяш не припинився. Ширваншахам доводилося постійно придушувати різні повстання.
У 1030 каспійські області зазнали нападу русів, а місто Баку сплюндровано. У 1031 році вдалося взяти реванш у русів. У 1032 році Ширван зазнав поразки від об'єднаних військ Саріру та аланських князів, а Язідію (Шамахи) пограбовано. Проте наступні володарі зуміли відновити потугу Ширвану. Цьому сприяло послаблення Саріру та Дербенту. Останній час від часу підпадав під вплив Ширвану. В цей час відбувається розбудова Ширвану.

### Піднесення
З 1053 починається підсилення ширваншахів. За ширваншаха Фарібурза I з 1063 відбувається спроба розширити володіння на північ за рахунок Лакза. Ширваншах був неабияким і талановитим державним діячем та дипломатом, за 33 роки свого правління він доклав чимало зусиль на шляху завоювання сусідніх територій та зміцнення своєї держави. За цього володаря ширваншахи стали використати політику ісламізації задля зміцнення власної могуті на Кавказі. Проте спочатку поступалися володарю Аррана. З 1066 року він вимушений був протидіяти вторгненню армії Сельджуків. Проте ширваншах швидко визнав владу останніх, зобов'язавшись сплачувати щорічну данину (мал) у 30 тис. динарів (час від часу збільшувалася до 40 або 70 тис.). Водночас намагався використовувати їх підтримку задля розширення свого впливу — у 1080-х роках підкорено Арран, Муган та Гянджа, а також частина Лакза та Грузії.
У XII ст. політичне становище Ширвана за часи Мінучіхра II посилюється. Чималу роль у цьому зіграла та обставина, що з початку XII ст. держава Сельджуків втрачає свою політичну могутність, що призвело до послаблення залежності підкорених народів від сельджуцьких султанів, зміцненню незалежності місцевих володарів. Водночас розпочалася боротьба з Грузією, війська якої у 1117 році перемогли ширванську армію. Після поразки сельджуків у 1121 році від об'єднаних військ грузин та кипчаків у битві при Дідгорі, ширваншахи розривають залежність від Сельджуків, проте визнають зверхність Грузії.
Видатну роль в новому піднесені держави Ширваншахів відіграв володар Манучехр III Великий. Після тривалої війни з Давидом IV та Деметре I встановлюються дружні та рівноправні відносини з Грузинським царством. Водночас зводяться численні фортеці, чим зміцнюється захист від зовнішніх ворогів та позиції самого ширваншаха в середині країни. Цю політику продовжив наступний ширваншах Ахсітан I, який оженився на доньці грузинського царя Георгія III, допомігши останньому у 1177 році придушити велике повстання феодалів. Було також утворено коаліцію з Візантією та Грузією, їх об'єднані сили у 1174 році завдали рішучої поразки русам, що тривалий час грабували кавказькі землі. Зміцнюються міста Баку, Мардакян. У 1192 році після страшного землетрусу, в результату чого було знищено столицю Шамахи та загинула родина шахіншаха, за наказом Ахсітана I столицю держави було перенесено до Баку. Зміцнюється позиція Ширвана після встановленню союзу з державою Ельдегезидів (зі столицею у Тебризі). Після смерті Ахсітана I короткий час, близько 8 років, правили його брати — Шаханшах, Фарібурз II, Фаррухзад. У період правління Гершаспа I до 20-х років XIII ст. розвиваються міське життя, ремесла, торгівля, будівництво.

### Розгром монголами
У 1222 Ширванська держава зазнала нападу військ монголів на чолі із субедеєм та Джебе — значна частина міст була сплюндрована. За правління Фарібурза III Ширван тривалий час чинив спротив монголам, які намагалися остаточно поневолити усі кавказькі землі. У 1225 році навіть захопив Дербентський емірат. При цьому доводилося боротися проти Грузинського царства та хорезмшаха Джелал-ед-Діна Макбурни. Втім зрештою у 1232 році ширваншах зазнав поразки. Ширванська держава довгий час (з 1239 року) перебувало у напівнезалежному положенні від держави Ільханів на чолі із династією Хулагуідів. З 1250-х років маже сторіччя країна була ареною боротьби між Золотою ордою та Ільханами. При Хулагуїдах ширваншахи, що правили в своїх володіннях на правах васалів, продовжували карбування монет від свого імені, проте без пишних титулів, ставлячи на перше місце ім'я монгольського кагана. Ширваншахи повинні були брати участь разом зі своїми загонами в походах ільханських володарів та виконувати всі зобов'язання щодо свого сюзерена. разом з тим ширваншахи скидалися та ставилися за велінням монголів. У 1256 році беруть участь у поході проти ісмаїлітської фортеці Аламут в північному Ірані. Баку перетворюється на зимову ставку Ільханів. Після послаблення останніх у 2-й пол. 1330-х років ширваншахи на нетривалий час визнали зверхність Грузинського царства, а потім вимушені були вести війну з монгольською династією Чобанидів. З боротьбі з останніми намагалися спиратися на ханів Золотої Орди. Але у 1350-х роках ширваншах Кабус ібн Кейкубад визнав владу монголів Джалаїридів з Іраку.
У 1366—1369 відбулася спроба відновити самостійність, проте невдало.

### Відновлення
Кінець XIV ст. став періодом початку нового розквіту для держави Ширваншахів, коли воно брало активну участь у політичних подіях регіону. Основною причиною такої активності була спроба захистити себе від нападів з боку сусідніх держав і зберегти політичну незалежність у складній політичній ситуації того часу. У цей період правителем держави Ширваншахів був Шейх-Ібрагім I, засновник династії Дербенді. Під час його правління основою зовнішньої політики держави був захист політичної незалежності від азійської держави Тамерлана. Щоб уникнути руйнівної навали з боку Тамерлана (Аміра Тимура) в період його першого походу у 1386 році, коли він був у Карабасі, Шейх-Ібрагім I в Шамахи провів хутбу (п'ятничну проповідь) на честь Тимура, відкарбував на його честь монети і висловив свою покірність. Тамерлан прийняв Шейх-Ібрагіма I визнав його володарем Ширвана, а згодом передав землі колишнього Дербентського емірату. Водночас була досягнута інша мета — суттєво послаблено військова та економічна сила Грузії. З 1404 року ширваншах як васал став підкорятися тимуриду мірзі Омару. Після смерті Тамерлана у 1405 році ширваншах вирішив відновити незалежність Ширвана. У 1410 році визнав зверхність держави Кара-Коюнлу. Шейх-Ібрагім I залишив за собою право керування Ширванською областю від кордонів Шекі до Дербента.
Незважаючи на те, що держава Ширваншахів в політичному відношенні залежала від Кара-Коюнлу, вона змогла зберегти внутрішню незалежність і продовжити політичні відносини з сусідніми країнами. У цей період держави Ширваншахів і Тимуридів підтримували дружні відносини. Ці відносини ґрунтувалися на взаємних політичних інтересах в регіоні і віддзеркалювали державні інтереси сторін. У 1411 році Шейх-Ібрагім I, для розвитку добросусідських відносин з Тимурідами, спрямував своїх послів з дорогими подарунками до правителя держави Тимуридів Шахруха.
Після смерті Шейха Ібрагіма I, його наступник Халілулла I так само, як і його батько зберіг і продовжив дружні відносини з державою Тимурідів. У період походу Шахруха на Азербайджан у 1420 Халілулла I відвідав його в Карабасі і висловив йому свою відданість. Для ще більшого зміцнення політичних зв'язків з правителем Ширвана Шахрух видав заміж за Халілуллаха I онуку Тамерлана. Для захисту своєї державної незалежності ширваншах практикував різнобічну зовнішню політику. Одним з напрямків даної політики було налагодження відносин з Османською імперією. Між Халілуллою I та османським султаном Мехмедом II встановилося дружнє листування, в якому ширваншах інформував султана стосовно політичних подій на Кавказі та в Ірані. Наступні ширваншахи продовжували цю політику. У 1460 році війська ширваншахів завдали рішучої поразки армії Шейха Джунейда з династії Сефевідів, в якій останній загинув. Це призвело до тривалого протистояння між Ширваншахами та Сефевідами.

### Занепад
У 1468 Кара-Коюнлу змінила Ак-Коюнлу, в результаті політика держави Ширваншахів зазнала значних змін. Володар Ширвана Фаррух Ясар в протистоянні Ак-Коюнлу Тимуридам, підтримав не Тимуридів, чия потуга на той час значно ослабла, а Ак-Коюнлу. В цей момент також встановлюють дипломатичні відносини з Великим Князівством Московським, яке на той час ще було васалом Золотої Орди. У 1465 році посол ширваншаха Гасан-бека до Івана III. Останній у 1466 році спрямував свого посла Василя Папіна до ширваншаха. З цього моменту відносити між Москвою та Баку (столицею держави шиварншахів) постійно підтримувалися, посилившись після отримання Московією незалежності. Водночас Фаррух Ясару довелося протидіяти Сефевідів. Їх війська на чолі із Шейхом Гейдаром у 1487 році вдерлася до Шивана, сплюндрувавши Шамахи. У відповідь ширваншах в союзі з південнодагестанськими володарями у 1488 році завдали рішучої поразки Шейху Гейдару, який загинув у битві. Але у 1500 році Фаррух Ясар зазнав поразки від армії шаха Ісмаїла I Сефевіда. Ширваншаха було схоплено та страчено.
Ширваншах Газі-бек у 1501 році, після захоплення персами Баку, визнав зверхність Сефевідів. після цього розпочався внутрішній розгардіяш. Цим скористалися перські володарі, які остаточно послабили Державу Ширваншахів. Зрештою Тахмасп I Сефевіди у 1538 році повалив ширваншаха Шахруха. Цим завершилася історія Держави Ширваншахів. Шахруха страчено у 1539 році у Тебризі.

## Населення
В давнину тут мешкали леки (лезгіни), зекени (цекани, шекінці), хенукі (хенаві), каспії, шарвани, хсрани, таваспари, хечматакі, іжмахі, бакани, піконакі (печеніги), массагети-маскути, більшість з яких були автохтонними. З VI ст. відбувається інтенсивна міграція тюрків-саларів в Аран, Ширван і Мугал. У VII—IX ст. сюди проникають сабіри, хозари і булгари, а згодом араби. Усі вони залишили свій слід в топоніміці. Найвідомішим є походження назви міста Баку від племені бакани, що мешкали на сучасному Апшеронському півострові.
У 1250-1260-х відбулося розселення монгольських кочівників. З часом арабські та інші племена асимілювалися серед тюрок, втративши власну мову.

## Державне управління
Династичним титулом Ширваншахів був малік (цар), хакан; при монголах — султан з епітетами ал-Аділ (правосудний), ал-Муаззам (верховний), ал-алім (премудрий) та ін. Ширваншахами звалися усі представники династії. Всі ці титули і епітети зафіксовані як на монетах, так і в написах, що відбивали реальний стан Ширванської держави та її володарів.
Наступною особою після ширваншаха був візир, що відносився до вищої чиновної знаті. Посаду візира при дворі Ширваншахів протягом трьох поколінь обіймала родина ал-Какуї, що за своїм походженням відносилася до гілки відомої дейлемської династії. Візир мав значну владу, був наділений правом надавати нагороди служилій знаті. Разом з тим значна частина державним питань розглядалася диваном (цивільним та фінансовим управлінням), на чолі якого стояв сахіб. Заступником візира був наїб, що призначався ширваншахом. Часто наїб водночас був сахібом дивану.
До дивану належали мустауфі — вищі чини фінансово-рахункової служби, які на в обмеження влади візира придбали вплив у XV ст. Їм підкорилися мушріри — чиновники-контролери, що діяли в містах, областях та округах. Збиранням податків у містах займалися амілі. Арід займався рахуванням війська та військової платні. В допомогу останнім призначали катибів (знавців різних справ та наук).
Значною фігурою в міській феодальної адміністрації був мухтасіб, який контролював базари і торгово-ремісничі квартали міста, перевіряв якість продуктів, стежив за чистотою і порядком, за правильним вживанням мір і ваг, виконував також поліцейські функції, слідкував за виконанням містянами релігійних норм Корану та ісламу.
У військовій справі ширваншаху допомагав шихна (військовий радник). Цю посаду впроваджено з XI ст. За будівельні та інші подібні роботи відповідав ме'мар, якому підпорядковувалися різні організації ремісників цієї галузі. Міраб займався постачанням міста водою і розподілом води серед мешканців міста, стежив за справністю зрошувальних каналів та чистотою джерел й колодязів. Важливою посаду у міській адміністрації була посада садра, що відповідав за справи вакфа. Його призначав особисто ширваншах.
До міської аристократії в Державі Ширваншахів відносилося багате купецтво, яке володіло базарними рядами, караван-сараями і ремісничими майстернями, часто займало важливі посади в управлінні країною. Часто їх пов'язують з раїсами — старійшинами міст, головами купецьких гільдій та ремісничих цехів. Часто раїси опинялися в опозиції до ширваншаха, очолюючи заколоти проти правителя міста.
Вище духовенство складали шейх ал-іслам, шейхі-суфії, каді і каді ал-кудат, тобто каді головного міста області, які могли анулювати права на володіння, діяли на підставі законів шаріату і відали шаріатським судом, також займалися розподілом спадщини, укладенням шлюбів. До духівництва також належали імами соборної мечеті, муддаріси (викладачі медресе), сеїди, шейхи дервішських осель, ханак, завій, мутаваллії вакфів.
Гнобленим населенням було селянство та ремісники, що становили соціальний шар, відомий підназвою райя. На нього приходив найбільший податковий тиск. Боротьба проти цього викликала численні повстання, особливо у XII—XIII ст. Селяни розрізнялися за своїм становищем. Термінами ал-акара визначали хліборобів, а ал-дахакін (од. діхкан) — землевласників, вільних дрібних власників землі, що були податним станом. Терміни барзігар, музарі, аккарі
мали значення залежного селянина, який вносив землевласнику ренту грошима і натурою з частки врожаю.
У містах жили також дервіші і найбідніші верстви міського населення «аджаміре ва оубаш», тобто чернь, натовп, простий люд. Здебільшого це були безземельні, розорені селяни, які поринули у міста, де жили на тимчасові і поденні заробітки. Вони становили найбільш низьку ступінь соціального складу міського населення Ширвана.
У XI—XVI ст. у феодальному суспільстві Ширвана певне місце займали раби, які складалися з полонених, захоплених військами під час війни. Рабська праця застосовувався в домашньому побуті та сільському господарстві як дешева робоча сила. Раби складали одну з найбільш пригноблених груп населення міст і сільських місцевостей.

## Економіка
Із самого початку свого існування у державі основними галузями були землеробство, садівництво, рибальство та скотарство. Поступово розвивалося шовківництво. Значущими містами були Язідія (Шамахи), Мурган, Баку, Шабаран, Кабала. Баку стає важливішим портом держави. Відбувалася торгівля з різними областями сучасного Ірану, Хазарією, Київською Руссю, Багдадом, Сирією, державами Середньої Азії, країнами Індостану. Експортними товарами з цього моменту стають марена, цінні види осетрових риб, нафта (використовувалася у військовій справі та медицині), худоба, шафран, сіль, вироби з міді, посуд з тонкого скла, глазурована кераміка. В середині держави користувалися попитам вироби зі срібла та золота.
Відновлення самостійності Ширвана у XII ст. сприяло посиленню торговельно-економічних взаємин Ширвана. На початку XIII ст. держава переживала економічне піднесення, а також зростання значення міст, бурхливий процес утворення великих населених пунктів, розширення ремесла, торгівлі, товарно-грошових відносин. В цей час процвітали міста Шамахи, Берда, Кабала, Шекі, Баку, Байлакан. Шамахи з населенням 100 тис. стають головним торговельним містом з Дагестаном та іншими кавказькими землями, Золотою ордою. Тут було безліч ринків і караван-сараїв. Вона також стає місцем виготовлення шовкових тканин, перетворюється на один з центрів работоргівлі.
Важливішими експортними товарами стають шовк-сирець, шовкові тканини, бавовна, килими та вироби з льону. Значний дохід отримувалися від експлуатації нафти і соляних копалень. Ширваншахи призначали особливих збирачів доходів (назирів) з нафтових колодязів і соляних промислів. В цей час встановлюються торговельні зв'язки з містами Італії та Франції, куди переважно надходив шовк-сирець та килими. Відбувається спеціалізація провідних галузів ремісників, що створюють власні спілки та організації.
У XIII—XIV ст. під час підкорення Ширвану монголам економічне становище значно погіршилося. Землі ширваншахів стають місцевим постійних походів та військових сутичок. В підсумку землі, пасовисько розорені, відбувається занепад міст та торгівлі. Значна кількість купців та ремісників загинула або було перетворено у рабів й переведено до монгольських ставок. Лише за ільханів Газан-хані та Олджайту роблять спроби з відновлення економіки Ширвана, зокрема скасовують низьку податків. Водночас ширванські купці зуміли використати утворені монгольські держави, що простягалися до Китаю й Кореї. Ця ситуація сприяло налагодженню більш вільної та вигідної торгівлі з Далеким Сходом. Але вже за Абу Саїда (1316—1335) знову починаються війни з Золотою Ордою (тоді правив хан Узбек), землі Ширвана вкотре спустошуються. Лише з 1360-х років починається відновлення господарства Держави Ширваншахів.
У XV—XVI ст. відбулося відновлення економіки. Видобуток нафти збільшилося до 50 т щоденно. Її використовували в середині країни, а також поставляли до Османської імперії та країн Близької та Середнього Сходу. Також у великій кількості вирощували пшеницю, рис, набув розвиток скотарства, переважно дрібної худоби, зокрема джейранів. Шамахи відновили себе як центр виробництва та торгівлі шовком. В цей час відновлюють усі міста, що зазнали розорення в часи монголів. Знову потужно розвивається виробництво марени, килимів, керамічного та скляного посуду. Перше місто в імпорті займали парцелянові вироби. В цей час відновлюються торговельні відносини із Західною Європою завдяки посередництву венеційських та генуезьких купців. Баку та Шамахи став місцем перебування численних іноземних купців.

### Податки
Основним видом доходів був ідрар — грошова виплата, що призначалася постійно і спадково з податкових коштів міста або округу. Існували й інші грошові виплати крім ідрара — тасвіг (платня), мушахара (місячна плата). Доходи дивана складалися з податків і податів, що надходили переважно у вигляді грошової ренти, потім військової здобичі і дані. У XII ст. загалом існувало близько 20 податків. За часів Ільханів їх кількість зросла до 50.
У XIV ст. — 37 податків. Одним з найважкіших податків в часи Сельджуків та Ільханів був харадж — поземельні податки, які стягувалася як натурою, так і грошима. У XI—XIV ст. крім основного податку — харадж, що виплачується жителями грошима, існували також його надбавки ал-фар (1/10 врожаю) і ушр (великі землеволодіння). Одним з надзвичайно розорливих для мешканців міст податків, що накладався державою або можновладних феодалом, був аваріз. Він стягувався для покриття екстрених витрат у зв'язку з війною, родинними урочистостями при дворі.
При монголах (Ільханах, Чобанідах, Джалаїридах) найпоширенішим податком у містах була тамга — податки з торгівлі на базарах як оптової, так і роздрібної. Податок був дуже важким для населення і гальмував розвиток торгівлі в містах. У містах існувало так зване дорожнє мито — бадж.

### Земельне володіння
Основними видами земельної власності були: ікта, мульк-і дівані (державні), мульк-і хасс (особисті землі володаря або членів правлячої династії), вакф (землі чи маєтки, заповідані релігійним закладом), мульк (приватновласницькі землі феодалів і вільного селянства), джамаат (землі громади), землі уджей (тюркських вояків в прикордонні).

## Культура
У VII—IX розповсюджується арабська мова. Численні представники Ширвана навчалися у Багдаді, Каїрі, Олександрії, Бухарі, Самарканді, Нішапурі, відвідували країни Близького і Середнього Сходу, вели листування з діячами науки і культури Арабського халіфата. З { ст. посилюється вплив перської мови та літератури. XI ст. стало період посиленням значення тюркської мови. При дворі ширваншаха Фарібурза I збиралися поети, які писали хвалебні оди ширваншаха арабською мовою, найвідомішим з них був ал-Газзі.
У середині XII ст. у Ширвані процвітало мистецтво, особливо література, представлена іменами Нізам ад-Дін Абу-л-Ала Гянджеві, Фалакі Шивані, Афзал ад-Дін Ібрахім ібн Алі Хагані, Муджиріддіном Бейлагані та інших видатних діячів, які перебувають під заступництвом ширваншаха Мінучіхра III та його нащадків. Низька вчених і поетів — вихідці з Ширвана відігравала у XII—XIII ст. значну роль у розвитку наукової думки не лише в Ширвані, але і в багатьох країнах Близького Сходу. В цей час формується азербайджанська літературна мова. У XIV ст. відомим поетом був Іззеддін Хасан-оглу.
Основними жанрами поезії, як і на всьому Близькому і Середньому Сході, були арабо-перські жанри — касида (хвалебна ода), газель (ліричні вірші) і рубаї (чотиривірші на різні теми).
У XI — початку XIII ст. у зв'язку з розквітом міст і міської культури розвиваються також архітектура і містобудування. З IX до XI ст. збереглося незначна кількість архітектурних пам'яток. У цей період складаються типи культових споруд, головним чином мечетей (мечеть Мухаммад ібн Абу-Бакра в старій фортеці Баку, відома під назвою Синих-кала (зламана вежа). Пам'ятники архітектури XI—XIII ст. віддзеркалюють високий розвиток і характеризуються яскраво вираженою самобутністю і локальними особливостями, що відрізняють її від зодчества сусідніх й суміжних країн Близького Сходу. тут сформувалася одна з архітектурних шкіл — ширвано-апшеронська. До неї відносяться: цілісність художнього образу архітектурних споруд, що визначається характером і структурою кам'яної кладки, розміщення на гладкому тлі цієї кладки пластично багатих елементів декору, що створює гру світлотіні рельєфом.

## Наука
Значного розвитку в XI—XIII ст. досягли астрономія і астрологія. У середині XII ст. у Ширвані мешкав вчений Фарід ад-Дін Ширвані, який протягом 30 років займався астрономією і склав низку таблиць зірок.
Значного розвитку набуло богослов'я, пов'язане з правництвом (фікх). До числа відомих факихів (правознавців) XII ст. відносять жителя Шамахи Абу-Бакра Мухаммада Ширвані, який мешкав якийсь час в медресе Нізамійє в Багдаді. Вчені Ширвана займалися також географією, космографією, математикою, хімією, медициною, музикою. Відомі були лікарі Махмуд-ходжа, Шамс ад-Дін Табіб.

## Ширваншахи

### Династія Маз'ядидів
- Хайсам ібн Халід (861—880)
- Мухаммад I (881—912)
- Хайсам II (912—913)
- Алі ібн Хайсам (913—917)
- Мухаммад II (917)
- Язід I (917—948)
- Мухаммад III (948—956)
- Ахмад I (956—981)
- Мухаммад IV (981—991)
- Язід II (991—1027)

### Династія Кесранидів
- Манучехр I (1027—1034)
- Абу Мансур Алі ібн Язід (1034—1043)
- Кубад ібн Язід (1043—1049)
- Бухт Нассар Алі ібн Ахмад ібн Язід (1049—1050)
- Салар ібн Язід (1050—1063)
- Фарібурз I (1063—1096)
- Манучехр II (1096—1105)
- Афрідун I (1105—1120)
- Манучехр III (1120—1160)
- Афрідун II (1160)
- Ахсітан I (1160—1197)
- Шаханшах (1197—1200)
- Фарібурз II (1200—1203)
- Фаррухзад I (1203—1204)
- Гершасп I (1204—1225)
- Фарібурз III (1225—1244)
- Ахсітан II (1244—1260)
- Фаррухзад II (1260—1282)
- Ахсітан III (1282—1294)
- Кейкабус I (1294—1317)
- Кейкубад (1317—1356)
- Кабус (1356—1372)
- Хушенг (1372—1382)

### Династія Дербенді
- Шейх-Ібрагім I (1382—1417)
- Халілулла I (1417—1465)
- Фаррух Ясар (1465—1500)
- Бахрам-бек (1500—1501)
- Газі-бек (1501—1502)
- Султан-Махмуд (1502)
- Шейх-Ібрагім II (1502—1524)
- Халілулла II (1524—1535)
- Фаррух Ясар II (1528)
- Шахрух (1535—1538)